# Mariano Campero
Mariano Campero (Tucumán, Argentina; 22 de abril de 1983) es un político y abogado argentino. Es Diputado de la Nación por Tucumán desde 2023.

## Biografía
Campero fue intendente por Yerba Buena entre 2015 y 2023. elegido por el frente electoral "Juntos por el Cambio". Es abogado egresado de la Universidad Nacional de Tucumán, ejerció como profesor en dicha universidad y fue miembro del Concejo Deliberante de Yerba Buena.
Fue electo Diputado Nacional por la Provincia de Tucumán en las elecciones legislativas de 2023, en el primer puesto de la lista Juntos por el Cambio.

## Historial electoral
| Año  | Candidatura                       | Partido/Coalición                         | Elección     | votos   | Porcentaje       | Resultado                 |
| ---- | --------------------------------- | ----------------------------------------- | ------------ | ------- | ---------------- | ------------------------- |
| 2023 | Diputado de la Nación por Tucumán | Unión Cívica Radical/Juntos por el Cambio | Legislativas | 171.603 | \| \| 18,17 % \| | Electo (1.er lugar lista) |
|      | 18,17 %                           |                                           |              |         |                  |                           |

## Vida personal
Su familia paterna tiene una historia relacionada con la U.C.R. y acontecimientos del noroeste argentino hasta Bolivia. Su tío-abuelo fue el gobernador radical tucumano. Miguel Mario Campero, sus tíos también fueron dirigentes relevantes del partido, como el ex-Rector de la Universidad Nacional de Tucumán, Rodolfo Martín Campero y el fundador de la Junta Coordinadora Nacional, Ricardo Campero. Su abuelo materno Mariano Ramos fue diputado provincial y reconocido dirigente provincial peronista.
Está casado con Silvia Villagra Delgado y tiene 3 hijos.